# مدایح بی‌صله
مدایح بی‌صله مجموعه شعری است از احمد شاملو شاعر معاصر که در سال ۱۳۷۱ منتشر گردید. این مجموعه شامل ۵۱ شعر می‌باشد. مدایح بی‌صله چهاردهمین مجموعه شعر احمد شاملو است که بین سال‌های ۱۳۵۷ تا ۱۳۶۹ سروده شده‌است. احمد شاملو برخی اشعارش را در این مجموعه به افرادی تقدیم کرده‌است. کوچکترین شعر احمد شاملو با نام «سلاخی می‌گریست» در این مجموعه می‌باشد. برخی اشعار این مجموعه در لندن و سن‌خوزه سروده شده‌است.

## نام اشعار
| نام شعر                          | سال سرایش               | تقدیمی به                                                                          |
| -------------------------------- | ----------------------- | ---------------------------------------------------------------------------------- |
| روزنامه انقلابی                  |                         |                                                                                    |
| و چون نوبت ملاحان رسد...         | ۱۳۵۷                    |                                                                                    |
| میان کتاب‌ها گشتم...              |                         |                                                                                    |
| خوب آلوده هنوز...                |                         |                                                                                    |
| من هم‌دست توده‌ام                  |                         |                                                                                    |
| پیغام                            | ۲۰ تیر ۱۳۶۰             | سعید سلطان‌پور، فؤاد مصطفی سلطانی و چهار سردار ترکمن (توماج، مخدوم، واحدی و جرجانی) |
| جهان را که آفرید؟                | ۳ تیر ۱۳۶۰              |                                                                                    |
| نمی‌توانم زیبا نباشم...           | ۱۳۶۲                    |                                                                                    |
| نمی‌خواستم نام چنگیز را بدانم     | ۱۳۶۳                    |                                                                                    |
| در جدال با خاموشی                | ۲۰ تیر ۱۳۶۰             |                                                                                    |
| اندیشیدن...                      |                         |                                                                                    |
| سحر به بانگ زحمت و جنون...       |                         |                                                                                    |
| جخ امروز از مادر نزاده‌ام...      | ۱۳۶۳                    |                                                                                    |
| تو باعث شده‌ای...                 | ۱۳۶۳                    |                                                                                    |
| دست زی دست نمی‌رسد...             | ۱۱ خرداد ۱۳۶۳           |                                                                                    |
| همیشه همان...                    | ۱۳۶۳                    |                                                                                    |
| سلاخی می‌گریست                    | ۱۳۶۳                    |                                                                                    |
| پس آن گاه زمین به سخن درآمد...   | تابستان‌های ۱۳۴۳ و ۱۳۶۳  | شاهرخ جنایبان                                                                      |
| شبانه                            | ۸ مهر ۱۳۶۳              |                                                                                    |
| این صدا                          |                         |                                                                                    |
| بهتان مگوی...                    | دی ۱۳۶۳                 |                                                                                    |
| غم‌ام مدد نکرد...                 | ۴ دی ۱۳۶۳               |                                                                                    |
| با «برون یفسکی» (شاعر لهستانی)   |                         |                                                                                    |
| کریه اکنون صفتی ابتر است...      |                         |                                                                                    |
| سپیده دم                         |                         |                                                                                    |
| کویری                            | ۱۳۶۴                    | برای زیور کلیدر به وسیله محمود دولت‌آبادی                                           |
| کجا بود آن جهان...               | ۲۵ بهمن ۱۳۶۴            |                                                                                    |
| بوتیمار                          |                         |                                                                                    |
| ترانهٔ اشک و آفتاب                | خرداد ۱۳۶۵              |                                                                                    |
| بسوده‌ترین کلام است دوست داشتن... | تیر ۱۳۶۵                |                                                                                    |
| تنها اگر دمی...                  | تیر ۱۳۶۵                |                                                                                    |
| مرد مصلوب...                     | ۳۱ شهریور ۱۳۶۵          |                                                                                    |
| جانی پر از زخم به چرک درنشسته... | ۳ خرداد ۱۳۶۶            |                                                                                    |
| شب غوک                           | ۲۶ تیر ۱۳۶۶             |                                                                                    |
| ترجمان فاجعه                     |                         | گفتار فیلمی در باب نقاشی‌های سال‌های دههٔ ۶۰ علیرضا اسپهبد                            |
| در کوچه آشتی کنان                | ۹ اردیبهشت ۱۳۶۷         |                                                                                    |
| سرود قدیمی قحط سالی              | ۱۶ اردیبهشت ۱۳۶۷        | جواد مجابی                                                                         |
| ترانه اندوه‌بار سه حماسه          | ۱۶ اردیبهشت ۱۳۶۷        | عمران صلاحی                                                                        |
| شبانه                            | ۲۰ خرداد ۱۳۶۷           |                                                                                    |
| دوست‌ات دارم بی آنکه بخواهم‌ات     | ۲۲ خرداد ۱۳۶۷           |                                                                                    |
| سرود آوارگان                     | ۲۸ خرداد ۱۳۶۷           | پری‌یوش گنجی                                                                        |
| نلسن مانده‌لا                     | بهمن ۱۳۶۷               |                                                                                    |
| یک مایه در دو مقام               | ۹ مرداد ۱۳۶۸            | لئوناردو آلیشان                                                                    |
| پرتوی که می‌تابد از کجاست؟...     | ۵ شهریور ۱۳۶۸           |                                                                                    |
| حوای دیگر                        | ۵ شهریور ۱۳۶۸           |                                                                                    |
| ای کاش آب بودم                   | ۳۰ شهریور ۱۳۶۸          | یدالله مفتون امینی                                                                 |
| تک تک ناگزیر را برمشمار...       | ۲۱ آبان ۱۳۶۸            |                                                                                    |
| توازی رد ممتد دو چرخ یکی گردونه  | ۲۸ آبان ۱۳۶۸            |                                                                                    |
| چشم‌های دیوار                     | ۱۱ آدر ۱۳۶۸             |                                                                                    |
| شیهه و سم‌ضربه                    | ۲۹ مرداد ۱۳۶۹ (سن هوزه) |                                                                                    |
| پاییز سن هوزه                    | ۱۰ شهریور ۱۳۶۹          | منیژه قوامی                                                                        |